# صيحه الأمني (وادي الدواسر)
صيحه الأمني، هي قرية من فئة (ب) تقع في محافظة وادي الدواسر، والتابعة لمنطقة الرياض في السعودية. وتبعد صيحه الأمني عن محافظة وادي الدواسر بمسافة تقارب () كم.